# Stormy Weather (brano musicale)
Stormy Weather è una canzone composta da Harold Arlen con testo di Ted Koehler nel 1933, fu eseguita per la prima volta al Cotton Club da Ethel Waters che la incise lo stesso anno.

## Cinema
Nel 1943 fu realizzato l'omonimo film e la canzone fu cantata da Lena Horne.

## Cover
Nel 1949 Teddy Reno la incluse nel 78 giri Begin the Beguine/Stormy Weather, arrangiata da Lelio Luttazzi e da lui suonata al pianoforte con Ruggero Oppi alla batteria e Henghel Gualdi al clarinetto.
Nel 2017 Bob Dylan ne registra una versione che include nel triplo album Triplicate.